# CaribeVisión
CaribeVisión Broadcasting Network fue un canal de televisión de Estados Unidos en español, que emitía en Miami, Nueva York y Puerto Rico desde el 11 de septiembre de 2007, llegando a más de 7 millones de hogares.
Sus instalaciones y sede se encuentra en el noroeste de Miami  (1520 NW 79TH AVE 33126, Miami, FL).
Pegaso Televisión Inc. es la propietaria de CaribeVisión, pero desde febrero de 2008, Gestevisión Telecinco S.A (actual Mediaset España, adquirió el 35,08 % del capital social de Pegaso Televisión Inc.

## Programación
En su programación figuran telenovelas latinoamericanas con subtítulos en inglés. También cuenta con concursos cuyos premios son cenas con personalidades latinoamericanas del deporte y la farándula. También se incluye en la programación "talk shows". La programación infantil se emite principalmente los sábados y domingos. El deporte viene encabezado por emisiones de boxeo. Cada hora se ofrecen cortes informativos de un minuto.
CaribeVisión tiene alianzas con TV Azteca, Telefe International, TVGlobo International, Antena 3, Telecinco, Telefilms, Warner Brothers y ofrece programación de estas compañías de TV.

## Estaciones de televisión
Miami:
- WFUN-TV Canal 48
- Comcast (cable en Miami) – Canal 15

(Hallandale, North Dade, South Dade, Hialeah, Metro Miami, Coral Gables, Doral) 
- Comecast Cable en Key Biscayne, Homestead y South Dade – Cana 96
- Digital – Canal 689
- Atlantic Broadband (Cable en Miami Beach) – Canal 83

Nueva York:
- WPXO-TV Canal 34
- Time Warner Cable – Canal 804
- Cablevision y Comecast – Próximamente

Puerto Rico:
- WJPX-TV Canal 24 (San Juan)
- WIRS-TV Canal 42 (Jayuya)
- WKPV Canal 20 (Ponce)
- WJWN-TV Canal 38 (Aguada)
- Choice Cable – Canal 21
- Liberty Cable – Canal 24
- One Link – Canal 24